# M!X
『M!Ⅹ』（ミックス）は、日本のダンスボーカルユニット・M!LKの通算6枚目、メジャー・デビュー後2枚目のアルバム。2025年3月5日にColourful Recordsから発売。

## 概要
初回限定盤A（CD+Blu-ray）・初回限定盤B 2CD+Blu-ray）・“PREMIUM MILK”FC限定豪華盤（完全受注生産、CD+Blu-ray+LPサイズジャケット+グッズ）・通常盤（CDのみ）の4形態で発売。
『M!Ⅹ』の正式な表記はアルファベットの「X（エックス）」ではなくローマ数字で10の意味である「Ⅹ」と表記する。
リード曲「イイじゃん」は、本アルバムの発売に先駆けて同年2月17日に先行配信され、5月中旬時点でSNS総再生数が15億回を突破した。

## 収録曲

### CD
全共通
1. On your mark[3:28]
作詞：園田健太郎
作曲・編曲：JIN
2. エビバディグッジョブ![3:51]
作詞：松原さらり
作曲・編曲：田中俊亮
  - メジャー・デビュー後6thシングル
3. LUCKY CALL[3:23]
作詞：イワツボコーダイ
作曲・編曲：イワツボコーダイ・Kuwagata Fukino
4. イイじゃん[3:18]
作詞・作曲：Kanata Okajima・Hayato Yamamoto
編曲：Hayato Yamamoto
5. Buffalo Shuffle[3:09]
作詞：YU-G
作曲：高田雅矢・YU-G
編曲：高田雅矢
6. Kiss Plan[2:58]
作詞：SoichiroK
作曲：SoichiroK・Noxomu.S
編曲：Soulife
  - メジャー・デビュー後4thシングル
7. Diary[3:10]
作詞・作曲・編曲：高田雅矢
8. ブンブンブン[4:27]
作詞：藤原優樹
作曲：編曲：コモリタミノル
9. ハピダン[3:08]
作詞・作曲・編曲：渡辺拓也
10. ブルーシャワー [3:46]
作詞・作曲・編曲：渡辺拓也
  - メジャー・デビュー後5thシングル
11. I CAN DRINK[4:24]
作詞・作曲・編曲：岡部波音

Disc2（初回限定盤B）
1. 最後の雨（佐野勇斗）[4:44]
作詞：夏目純
作曲：都志見隆
編曲：シライシ紗トリ
  - 中西保志の楽曲をカバー
2. マッちょっちょ！（塩﨑太智）[3:17]
作詞：塩﨑太智
作曲：シャリ
編曲：シャリ・MAKKA
3. さあ今日も一歩ずつ前へ（曽野舜太）[3:44]
作詞：曽野舜太・Yohei Abe
作曲：Yohei Abe・Haruna
編曲：eimi
4. 秘密のパレード〜誰もいない夢の街で〜（山中柔太朗）[4:08]
作詞：山中柔太朗
作曲：浅見卓矢
編曲：ASAYAMI
5. カーテン（吉田仁人）[3:32]
作詞・作曲：吉田仁人
編曲：川口圭太

### Blu-ray
※初回限定盤Aのみ
- #はぴばみるく〜M!LK10歳になりました！〜[注釈 1]

1. I CAN DRINK
2. フレ！フレ！オレ！
3. Good Morning Mr.Mistake
4. Message
5. 恋がはじまる
6. エビバディグッジョブ！
7. まっしろサンライズ

※初回限定盤Bのみ
- 密着M!LK ソロ曲制作風景

※FC限定豪華盤のみ
- 密着M!LK アルバムM!Ⅹ制作風景